# 한국문화예술교육진흥원
한국문화예술교육진흥원(韓國文化藝術敎育進興院, Korea Arts & Culture Education Service)은 전 국민이 일상적 삶 속에서 문화예술교육을 받을 수 있는 환경을 조성하고 지원함으로써, 국민의 문화복지를 실현하고 국가 경쟁력 강화를 위한 창의적 인재를 양성하기 위해 문화예술교육지원법에 의거 2006년 8월 설립된 문화체육관광부 산하 기타공공기관이며, 특수법인이다. 서울특별시 마포구 상암산로 76, 11,12층(상암동, YTN뉴스퀘어)에 위치하고 있다.

## 설립 근거
- 문화예술교육 지원법[1]

## 주요 사업
- 문화예술교육 진흥을 위한 국민인식 제고 사업
- 학교와 교육시설 및 교육단체간의 상호 연계협력망의 구축․운영
- 문화예술교육의 진흥을 위한 학술연구 및 조사
- 학교․사회 문화예술교육 프로그램 개발 및 운영 지원
- 문화예술교육 전문인력 양성․연수 및 인력풀 운영
- 문화예술교육의 진흥을 위한 국제협력 및 관련 사업
- 문화예술교육 정보 수집․정보 제공 등

## 연혁
- 2005년 2월: 재단법인 한국문화예술교육진흥원 설립(민법 제32조)

## 조직

### 이사회

#### 한국문화예술교육진흥원장- 박은실

##### 경영기획본부
- 경영기획팀
- 인재양성팀
- 총무회계팀

##### 교육기반본부
- 연구국제팀
- 디지털콘텐츠팀
- 교육연수센터

##### 청소년교육본부
- 교육기획팀
- 창의교육팀
- 교육지원팀
- 교육연계팀

##### 시민교육본부
- 시민지역연계팀
- 교육나눔팀